# Mamea
Mamea (Mammea L.) – rodzaj roślin należący do rodziny gumiakowatych (Calophyllaceae). Obejmuje ok. 50 gatunków (tylko 17 zostało zweryfikowanych według The Plant List. Są to drzewa występujące w tropikach, z największym zróżnicowaniem w południowo-wschodniej Azji oraz na Madagaskarze. 

## Systematyka
Synonimy
Calysaccion  Wight, Ochrocarpos Noronha ex Thouars, Paramammea J.-F. Leroy
Pozycja systematyczna według APweb (aktualizowany system APG IV z 2016)
Rodzaj należy do rodziny gumiakowatych (Calophyllaceae), rzędu malpigiowców (Malpighiales), należącego do kladu różowych w obrębie okrytonasiennych.
Pozycja w systemie Reveala (1993-1999)
Gromada okrytonasienne (Magnoliophyta Cronquist, podgromada Magnoliophytina Frohne & U. Jensen ex Reveal, klasa Rosopsida Batsch, podklasa ukęślowe (Dilleniidae Takht. ex Reveal & Tahkt.), nadrząd Theanae R. Dahlgren ex Reveal, rząd herbatowce (Theales Lindl.), rodzina dziurawcowate (Clusiaceae Lindl.), plemię Mammeae Baill., rodzaj mamea (Mammea L.).
Wykaz gatunków według The Plant List
- Mammea africana Sabine – mamea afrykańska
- Mammea americana L. – mamea amerykańska
- Mammea angustifolia Planch. & Triana
- Mammea bongo (R.Vig. & Humbert) Kosterm.
- Mammea eugenioides Planch. & Triana1
- Mammea glaucifolia (H.Perrier) Kosterm.
- Mammea immansueta D'Arcy
- Mammea megaphylla (J.-F. Leroy) P.F. Stevens
- Mammea novoguineensis (Kan. & Hat.) Kosterm.
- Mammea odorata Kosterm.
- Mammea pseudoprotorhus (H.Perrier) P.F.Stevens
- Mammea punctata (H. Perrier) P.F. Stevens
- Mammea sanguinea (Jum. & H.Perrier) Kosterm.
- Mammea sessiliflora (Poir.) Planch. & Triana
- Mammea touriga (C.T. White & W.D. Francis) L.S. Sm.
- Mammea usambarensis Verdc.
- Mammea yunnanensis (H.L. Li) Kosterm.